# Copa de la República 1932
La Copa de la República 1932 fu la 32ª edizione della Coppa di Spagna. Il torneo iniziò il 10 aprile e si concluse il 19 giugno 1932. La finale si disputò allo stadio Chamartín di Madrid dove l'Athletic Bilbao vinse per la dodicesima volta la Coppa di Spagna.

## Partecipanti
- Andalusia:  Siviglia  Real Betis
- Aragona-Gipuzkoa:  CD Logroñés  Donostia  Unión Irun  Osasuna
- Asturie:  Oviedo  Sporting Gijón  Racing Santander
- Baleari:  Maiorca
- Biscaglia:  Athletic Bilbao  Alavés  Arenas Getxo
- Canarie:  Tenerife
- Catalogna:  Barcellona  Espanyol  Júpiter
- Centro:  Madrid CF  Atlético Madrid  Nacional Madrid  Real Valladolid
- Estremadura:  Don Benito
- Galizia:  Celta Vigo  Deportivo La Coruña
- Murcia:  Murcia FC  Imperial Murcia
- Valencia:  Valencia  Castellón

## Sedicesimi di finale
|                  | Risultato |                     | Andata | Ritorno | Spareggio |  |
| ---------------- | --------- | ------------------- | ------ | ------- | --------- |  |
| Atlético Madrid  | 2 - 2     | CD Logroñés         | 1 - 0  | 1 - 2   | 1 - 0     |  |
| Siviglia         | 3 - 4     | Donostia            | 3 - 2  | 0 - 2   |           |  |
| Júpiter          | 3 - 7     | Nacional Madrid     | 2 - 1  | 1 - 6   |           |  |
| Alavés           | 4 - 2     | Osasuna             | 3 - 1  | 1 - 1   |           |  |
| Racing Santander | 4 - 6     | Deportivo La Coruña | 4 - 1  | 0 - 5   |           |  |
| Tenerife         | 2 - 5     | Real Betis          | 1 - 1  | 1 - 4   |           |  |
| Celta Vigo       | 22 - 0    | Don Benito          | 9 - 0  | 13 - 0  |           |  |
| Real Valladolid  | 2 - 3     | Valencia            | 1 - 1  | 1 - 2   |           |  |
| Oviedo           | 2 - 2     | Arenas Getxo        | 2 - 0  | 0 - 2   | 2 - 4     |  |
| Imperial Murcia  | 3 - 8     | Sporting Gijón      | 0 - 3  | 3 - 5   |           |  |
| Castellón        | 5 - 3     | Murcia FC           | 3 - 0  | 2 - 3   |           |  |
| Maiorca          | 2 - 9     | Espanyol            | 1 - 1  | 1 - 8   |           |  |

## Ottavi di finale
|                     | Risultato |                 | Andata | Ritorno | Spareggio |  |
| ------------------- | --------- | --------------- | ------ | ------- | --------- |  |
| Nacional Madrid     | 2 - 3     | Celta Vigo      | 2 - 1  | 0 - 2   |           |  |
| Deportivo La Coruña | 3 - 2     | Madrid CF       | 2 - 0  | 1 - 2   |           |  |
| Alavés              | 7 - 7     | Atlético Madrid | 7 - 1  | 0 - 6   | 3 - 1     |  |
| Unión Irun          | 2 - 6     | Athletic Bilbao | 1 - 2  | 1 - 4   |           |  |
| Castellón           | 3 - 11    | Donostia        | 2 - 3  | 1 - 8   |           |  |
| Arenas Getxo        | 3 - 5     | Sporting Gijón  | 2 - 3  | 1 - 2   |           |  |
| Real Betis          | 2 - 4     | Espanyol        | 2 - 1  | 0 - 3   |           |  |
| Barcellona          | 5 - 2     | Valencia        | 2 - 0  | 3 - 2   |           |  |

## Quarti di finale
|                     | Risultato |            | Andata | Ritorno |  |
| ------------------- | --------- | ---------- | ------ | ------- |  |
| Athletic Bilbao     | 5 - 2     | Alavés     | 2 - 0  | 3 - 2   |  |
| Barcellona          | 2 - 1     | Donostia   | 1 - 0  | 1 - 1   |  |
| Sporting Gijón      | 0 - 3     | Celta Vigo | 0 - 0  | 0 - 3   |  |
| Deportivo La Coruña | 3 - 9     | Espanyol   | 3 - 3  | 0 - 6   |  |

## Semifinali
|                 | Risultato |            | Andata | Ritorno |  |
| --------------- | --------- | ---------- | ------ | ------- |  |
| Athletic Bilbao | 12 - 1    | Espanyol   | 8 - 1  | 4 - 0   |  |
| Barcellona      | 4 - 2     | Celta Vigo | 3 - 0  | 1 - 2   |  |

## Finale
| Arbitro: | Pedro Escartín |

|          |           |  |
| Bata 55’ | Marcatori |  |